# 羅傑·威爾遜
羅傑·威爾遜（英語：Roger Wilson；1981年9月21日—）是一位愛爾蘭橄欖球運動員。他是愛爾蘭國家橄欖球隊的一員，代表愛爾蘭參加了2015年橄欖球六國賽。